# خانه احمدنژاد
خانه احمدنژاد مربوط به اواخر دوره قاجار - پهلوی اول است و در شهرستان بجستان، روستای جزین واقع شده و این اثر در تاریخ ۲ تیر ۱۳۹۹ با شمارهٔ ثبت ۳۳۰۳۹ به‌عنوان یکی از آثار ملی ایران به ثبت رسیده است.